# 味美村
味美村（あじよしむら）は、愛知県東春日井郡にかつてあった村である。
現在の春日井市南部（味美町・味美上ノ町・味美西本町・味美白山町・美濃町・花長町・中新町など）に該当する。
村名は、江戸時代からの地名「味鋺原新田」の「味」に、美しい田という意味で「美」を合わせて名づけられた。

## 歴史
- 1652年（承応元年） - 味鋺原新田が開発される。
- 1880年（明治13年）2月5日 - 春日井郡が東春日井郡と西春日井郡に分割され、味鋺原新田は東春日井郡となる。
- 1889年（明治22年）10月1日 - 町村制が愛知県に施行され、味鋺原新田を村域とする味美村が発足。
- 1906年（明治39年）7月16日 - 勝川町に編入される。同日味美村は廃止。